# Anastasija Pivovarovová
Anastasija Pivovarovová, rusky Анастасия Олеговна Пивоварова, Anastasija Olegovna Pivovarova, (* 16. června 1990 Čita) je ruská profesionální tenistka. Ve své dosavadní kariéře na okruhu WTA Tour nevyhrála žádný turnaj. V rámci okruhu ITF získala do listopadu 2015 sedm titulů ve dvouhře a pět ve čtyřhře.
Na žebříčku WTA byla ve dvouhře nejvýše klasifikována v květnu 2011 na 93. místě a ve čtyřhře pak v červenci 2010 na 169. místě. Trénuje ji Dmitrij Degťjarev.
V ruském fedcupovém týmu neodehrála k lisltopadu 2015 žádné utkání.

## Tenisová kariéra
První ženský turnaj na okruhu ITF odehrála v roce 2005. Při svém druhém turnajovém startu na této úrovni, v Moskvě, získala premiérový titul, když ve finále zdolala krajanku Olgu Panovovou ve dvou setech.
Prvními událostmi na okruhu WTA Tour se v roce 2007 staly kvalifikace dvouher Indian Wells Masters a Miami Masters, do nichž obdržela dicokou kartu. V první z nich si ve druhém kole poradila s Italkou Karin Knappovou, ale do hlavních soutěží neprošla.
Na nejvyšší grandslamové úrovni debutovala v kvalifikaci French Open 2008, ovšem nepostoupila z ní. V singlové soutěži French Open 2010 vyhrála první zápas na grandslamu, když po zvládnutém kvalifikačním turnaji vyřadila Rumunku Ioanu Ralucu Olaruovou. Ve druhém kole zdolala dvacátou pátou nasazenou Číňanku Čeng Ťie, aby následně dohrála na raketě australské turnajové sedmičky a pozdější finalistky Sam Stosurové.
Ve čtvrtfinále rakouského Gastein Ladies 2010 podlehla pozdější vítězce Julii Görgesové po třísetovém průběhu. Mezi osmičku hráček se probojovala také na marockém Grand Prix de SAR La Princesse Lalla Meryem 2011, kde ji zastavila krajanka Dinara Safinová. Do elitní světové stovky žebříčku WTA se poprvé podívala 16. května 2011, když postoupila ze 102. na 95. příčku.
V důsledku zranění ukončila profesionální kariéru v sezóně 2012, když předtím tři měsíce chyběla pro zranění břišního svalstva, pět měsíců pro zádové problémy a také pro zlomeninu zápěstí a poranění ramena. Začala tak pracovat v ruské tenisové federaci. Poté, co ji lékaři opět povolili závodní tenis, ohlásila 14. února 2014 na Twitteru obnovení sportovní dráhy.

## Finále na okruhu ITF
| $100,000 tournaments |
| $75,000 tournaments  |
| $50,000 tournaments  |
| $25,000 tournaments  |
| $15,000 tournaments  |
| $10,000 tournaments  |

### Dvouhra: 11 (7–4)
| Stav       | č.  | datum              | turnaj                          | povrch      | soupeřka ve finále    | výsledek    |
| ---------- | --- | ------------------ | ------------------------------- | ----------- | --------------------- | ----------- |
| Vítězka    | 1.  | 13. srpna 2005     | Moskva, Rusko                   | antuka      | Olga Panovová         | 7–6, 7–6    |
| Finalistka | 2.  | 12. listopadu 2006 | Ismaning, Německo               | koberec (h) | Astrid Besserová      | 3–6, 3–6    |
| Vítězka    | 3.  | 6. května 2007     | Bournemouth, Spojené království | antuka      | Amanda Elliottová     | 6–1, 6–0    |
| Vítězka    | 4.  | 3. června 2007     | Moskva, Rusko                   | antuka      | Jekatěrina Makarovová | 6–3, 7–5    |
| Vítězka    | 5.  | 25. srpna 2007     | Moskva, Rusko                   | antuka      | Anna Lapuščenkovová   | 6–3, 6–4    |
| Vítězka    | 6.  | 13. ledna 2008     | St. Leo, Spojené státy          | tvrdý       | Audra Cohenová        | 6–4, 6–0    |
| Finalistka | 7.  | 4. května 2008     | Makarska, Chorvatsko            | antuka      | Stephanie Vogtová     | 2–6, 3–6    |
| Vítězka    | 8.  | 15. května 2011    | Saint-Gaudens, Francie          | antuka      | Arantxa Rusová        | 7–6 6–7 6–2 |
| Finalistka | 9.  | 17. září 2011      | Záhřeb, Chorvatsko              | antuka      | Dia Jevtimovová       | 2–6, 2–6    |
| Vítězka    | 10. | 1. června 2014     | Tarsus, Turecko                 | antuka      | Melis Sezerová        | 6–1, 6–2    |
| Finalistka | 11. | 27. července 2014  | Tampere, Finsko                 | antuka      | Maria Sakkariová      | 4–6, 5–7    |

### Čtyřhra (5 titulů)
| č. | datum             | turnaj                       | povrch | spoluhráčka        | poražené finalistky                             | výsledek              |
| -- | ----------------- | ---------------------------- | ------ | ------------------ | ----------------------------------------------- | --------------------- |
| 1. | 1. září 2007      | Moskva, Rusko                | antuka | Alisa Klejbanovová | Vasilisa Davidovová Marija Kondratěvová         | 6–4, 3–6, 6–2         |
| 2. | 27. července 2008 | Pétange, Lucembursko         | antuka | Corinna Dentoniová | Stéphanie Foretzová İpek Şenoğluová             | 6–4, 6–1              |
| 3. | 14. února 2010    | Laguna Niguel, Spojené státy | tvrdý  | Laura Siegemundová | Amanda Finková Elizabeth Lumpkinová             | 6–2, 6–3              |
| 4. | 24. dubna 2010    | Bari, Itálie                 | antuka | Iryna Burjačoková  | Giulia Gattová-Monticoneová Federica Querciaová | 6–7(3–7), 6–4, [10–4] |
| 5. | 2. května 2010    | Brescia, Itálie              | antuka | Naomi Cavadayová   | Iryna Bremondová Valeria Savinychová            | 6–3, 6–7(5–7), [10–8] |